# CIB Unicobas
La Confederación Italiana de Base, CIB UNIcobas, es un sindicato independiente y libertario italiano, es  parte de los movimientos italianos de base. CIB Unicobas fue formado en 1991 desde el movimiento Cobas y tiene una fuerte presencia en el sector de la educación, también en el servicio civil y el sector de la salud.
Junto con la CNT de Francia, la SAC de Suecia, la Confederación General del Trabajo de España, y otras han formado la Federación Europea de Sindicalismo Alternativo (FESAL). CIB Unicobas también fue miembro de Solidaridad Internacional Libertaria.